# Raúl Ibáñez (beisbolista)
Raúl Javier Ibáñez (New York, 2 de junio de 1972) es un exbeisbolista cubano-estadounidense. Jugó para los Seattle Mariners, Kansas City Royals, New York Yankees, Anaheim Angels, y Philadelphia Phillies, su posición habitual fue jardinero izquierdo.

## Trayectoria
Inició su carrera profesional en el año 1996 con Seattle Mariners, participando en cuatro juegos. En 2001 pasó a formar parte de las filas de Kansas City Royals, a quienes prestó sus servicios hasta 2003. Nuevamente regresó a Mariners en el período 2004-2008. 
En 2009 firmó para Philadelphia Phillies y logró arribar a la Serie Mundial de esa temporada. En el año 2012 formó parte de las filas de los New York Yankees. Firmando en 2012 contrato para su regreso a los Seattle Mariners
Su posición habitual en el terreno ha sido jardinero izquierdo, donde ha tenido un porcentaje de fildeo de .987.